# Ana Torrent
Ana Torrent Bertrán de Lis (Madrid, 12 de julio de 1966) es una actriz española, conocida por su actuación en las películas El espíritu de la colmena (1973), Cría cuervos (1975), El nido (1980) y Tesis (1996), por la que fue nominada a los premios Goya.

## Biografía
Torrent debutó en el cine a los 6 años protagonizando la película El espíritu de la colmena, de Víctor Erice por la que obtuvo el Fotogramas de Plata a la mejor actriz del cine español. Víctor Erice recuerda: «Los niños tienden a mezclar la realidad y la ficción. Ana no entendía por qué los actores se llamaban de una manera y cuando empezábamos a rodar, tenían otro nombre. Decidí cambiar los nombres de todos los personajes por el nombre real de los intérpretes». Dos años después fue la actriz principal de la película Cría cuervos.
Fue elegida por los cronistas de espectáculos de Nueva York la Mejor Actriz del año, galardón que obtuvo protagonizando El nido a sus 13 años, así como el Premio a la Mejor Actriz en el Festival Internacional de Cine de Montreal.
Cuando acabó la escuela, Torrent no tenía claro si seguiría en el mundo del cine, sin embargo se fue a estudiar interpretación con Cristina Rota y más tarde con Uta Hagen en Nueva York.
Ya como adulta protagonizó Tesis, de Alejandro Amenábar, un gran éxito de taquilla en la que era Ángela, una joven universitaria que elaboraba una tesis sobre las películas snuff. Obtuvo una nominación a los Premio Goya a la mejor interpretación femenina protagonista. Destacó también su interpretación como Catalina de Aragón en la superproducción Las hermanas Bolena.

## Premios
Premios Goya
| Año  | Categoría                                  | Película        | Resultado |
| ---- | ------------------------------------------ | --------------- | --------- |
| 1996 | Mejor interpretación femenina protagonista | Tesis           | Nominada  |
| 2024 | mejor interpretación femenina de reparto   | Cerrar los ojos | Nominada  |

Fotogramas de Plata
| Año  | Categoría                        | Película                  | Resultado |
| ---- | -------------------------------- | ------------------------- | --------- |
| 1973 | Mejor intérprete de cine español | El espíritu de la colmena | Ganadora  |
| 2023 | Mejor actriz de cine             | Cerrar los ojos           | Ganadora  |

Premios ACE (Nueva York)
| Año  | Categoría                 | Película                   | Resultado |
| ---- | ------------------------- | -------------------------- | --------- |
| 1977 | Mejor actriz protagonista | El espíritu de la colmena  | Ganadora  |
| 1983 | Mejor actriz protagonista | El nido                    | Ganadora  |
| 1997 | Mejor actriz protagonista | Tesis                      | Ganadora  |
| 2004 | Mejor actriz protagonista | Una preciosa puesta de sol | Nominada  |

Medallas del Círculo de Escritores Cinematográficos
| Año  | Categoría               | Película        | Resultado |
| ---- | ----------------------- | --------------- | --------- |
| 2023 | Mejor actriz secundaria | Cerrar los ojos | Ganadora  |

Premios de la Sociedad Internacional de Cinéfilos
| Año  | Categoría               | Película            | Resultado | Ref.  |
| ---- | ----------------------- | ------------------- | --------- | ----- |
| 2024 | Mejor actriz de reparto | Cerrar los ojos     | Nominada  | [ 3 ] |
| 2024 | Mejor actriz de reparto | Sobre todo de noche | Ganadora  | [ 3 ] |

Otros premios
- 1981 Festival de Montreal: Premio a la mejor actriz por El nido, de Jaime de Armiñán.
- 2022 Premio Luis Ciges del Festival Internacional de Islantilla.[4]

## Filmografía
| Año                 | Película                   | Director                    |
| ------------------- | -------------------------- | --------------------------- |
| 1973                | El espíritu de la colmena  | Víctor Erice                |
| 1975                | Cría cuervos               | Carlos Saura                |
| 1977                | Elisa, vida mía            | Carlos Saura                |
| 1980                | El nido                    | Jaime de Armiñán            |
| 1980                | Operación Ogro             | Gillo Pontecorvo            |
| 1983                | La hija rebelde            | Gustav Ehmck                |
| 1985                | Los paraísos perdidos      | Basilio Martín Patino       |
| 1989                | Sangre y arena             | Javier Elorrieta            |
| 1992                | Vacas                      | Julio Medem                 |
| 1994                | Entre rojas                | Azucena Rodríguez           |
| 1995                | El palomo cojo             | Jaime de Armiñán            |
| 1995                | Puede ser divertido        | Azucena Rodríguez           |
| 1996                | Tesis                      | Alejandro Amenábar          |
| 1998                | El grito en el cielo       | Felix Sabroso y Dunia Ayaso |
| 1999                | Yoyes                      | Helena Taberna              |
| 2001                | Juego de luna              | Mónica Laguna               |
| 2001                | Sagitario                  | Vicente Molina Foix         |
| 2003                | Una preciosa puesta de sol | Álvaro del Amo              |
| 2004                | Iris                       | Rosa Vergés                 |
| 2007                | El hombre de arena         | José Manuel González-Berbel |
| 2008                | NO-DO                      | Elio Quiroga                |
| 2008                | 14, Fabian Road            | Jaime de Armiñán            |
| 2008                | Las hermanas Bolena        | Justin Chadwick             |
| 2011                | Encontrarás dragones       | Roland Joffé                |
| 2017                | Verónica                   | Paco Plaza                  |
| 2018                | El desentierro             | Nacho Ruipérez              |
| 2020                | Nieva en Benidorm          | Isabel Coixet               |
| 2023                |                            |                             |
| Cerrar los ojos     | Víctor Erice               |                             |
| Sobre todo de noche | Víctor Iriarte             |                             |

## Teatro
- Las amargas lágrimas de Petra von Kant (2025), de Rainer Werner Fassbinder[6]
- Las criadas (2020-2022), de Jean Genet
- Todas las noches de un día (2019), de Alberto Conejero
- Pingüinas (2015), de Fernando Arrabal
- Ricardo III (2015), de Shakespeare
- Fuegos (2013), de Marguerite Yourcenar
- Madame Bovary (2012), dirigida por Magüi Mira y con texto adaptado por Emilio Hernández. Teatro Bellas Artes
- La profesión de la señora Warren (1997), de George Bernard Shaw.
- El rufián en la escalera (1996), de Joe Orton.
- Las mocedades del Cid (1990), de Guillem de Castro.

## Televisión
| Año               | Serie                           | Personaje                         | Cadena          | Notas                                    |
| 1983              | Anillos de Oro                  | Berta                             | La 1            | 1 episodio A corazón abierto             |
| 1983 - 1984       | El jardín de Venus              | Gracia                            | La 1            | 3 episodios                              |
| 1986              | Segunda enseñanza               | Cristina                          | La 1            | 1 episodio Los campeones                 |
| 1989              | Hemingway, fiesta y muerte      | Carmen Ordóñez                    | La 1 y Canale 5 | Miniserie, 4 episodios                   |
| 1990 - 1992       | La piovra                       | María Cariddi                     | Rai 1 y La 1    | 11 episodios                             |
| 1992              | Kinsey                          | Cristina Luzano                   | BBC One         | 2 episodios: Heads and Tails y Drop Shot |
| 2000 - 2001       | Un chupete para ella            | Eva                               | Antena 3        | 5 episodios                              |
| 2006              | Los simuladores                 | Laura                             | Cuatro          | 1 episodio: Operación invierno nuclear   |
| 2009; 2013        | U.C.O. Unidad Central Operativa | Julia Guzmán                      | La 1            | 11 episodios                             |
| 2013              | El don de Alba                  | Aurora                            | Telecinco       | 1 episodio: El primer fantasma           |
| 2013              | Carta a Eva                     | Carmen Polo y Martínez-Valdés     | La 1            | Miniserie, 2 episodios                   |
| 2016 - 2017; 2018 | Amar es para siempre            | Rosalía Feijóo Maza               | Antena 3        | 264 episodios                            |
| 2022              | Bosé                            | Rosario Primo de Rivera y Urquijo | Paramount+      | 6 episodios                              |
| 2025              | Los sin nombre                  | Doctora Villéin                   | Movistar +      | 2 episodios                              |
| 2025              | Furia                           | Rosa                              | Max             | 2 episodios                              |